# Algutsrum
Algutsrum est une localité de Suède dans la commune de Mörbylånga située dans le comté de Kalmar.
Sa population était de 879 habitants en 2019.
L'église d'Algutsrum est la plus haute des 34 églises de l'Öland. Elle a été reconstruite pour la dernière fois en 1822, mais date du XIIe siècle. Sa tour est clairement visible depuis Ölandsbron. Depuis le clocher de l'église, la vue sur l'Öland s'étend sur des kilomètres. 